# Beeckerwerther Brug
De Beeckerwerther Brug is een tuibrug voor het wegverkeer over de Rijn bij de Duitse stad Duisburg. De brug is onderdeel van Bundesautobahn 42.
De brug werd geopend in 1990 en is 1013 meter lang.